# Windtalkers
Windtalkers (en Hispanoamérica como Códigos de guerra) es una película de 2002 ambientada en la Segunda Guerra Mundial dirigida por John Woo. Nicolas Cage y Adam Beach encarnan dos sargentos del Cuerpo de Marines asignados a proteger a los traductores navajos en Saipán durante la Segunda Guerra Mundial. Esta película está basada en hechos reales que acaecieron en esta batalla y en el que los Cuerpos de Infantería de Marina de los Estados Unidos utilizarían operadores de radio navajos. Se les transmitía las órdenes y estos las emitían en su idioma a otros operadores navajos de otras divisiones (artillería, aviación, base de mando, batallones etc.). Los japoneses nunca pudieron descifrar o traducir el idioma navajo.
La película fue estrenada el 14 de junio de 2002 por MGM en Estados Unidos y por 20th Century Fox en Internacional, 01 Distribution de Roma para distribuir esta película con Nicolas Cage en Italia.

## Trama
La película comienza con el Cabo Joe Enders (Nicolas Cage) y su pelotón de marines combatiendo a las fuerzas japonesas en Guadalcanal en las Islas Salomón a finales de 1942. El Teniente y los Sargentos habían muerto antes, y Enders queda a cargo. Los marines van cayendo poco a poco y mientras Enders intenta recoger el cuerpo de un compañero caído, este compañero muere mientras intentaban salir y a Joe una granada lo hiere y le deja inconsciente.
Enders es entonces transportado a un hospital de campo, donde le condecoran con el Corazón Púrpura y después transportado a un hospital militar. Un año después, Enders está totalmente recuperado de sus heridas excepto una que tiene en uno de sus oídos. Para volver al servicio, debe pasar una audiometría y es ayudado por una enfermera, es ascendido a sargento y se le reincorpora al servicio activo. Se le asigna una misión de alta prioridad, que es proteger a toda costa a un operador de radio navajo llamado Ben Yahzee (Adam Beach). El sargento Ox Anderson (Christian Slater) recibe las mismas órdenes para proteger al operador de radio Charlie Whitehorse (Roger Willie). Deben evitar que el código caiga en manos japonesas, significando que si el operador de radio navajo es capturado deben matarlo, para así evitar que los japoneses se hagan con el código. En su escuadrón están los soldados Pit. Chick, que lleva un fusil automático Browning M1918, el soldado Pappas, el soldado Harrigan, equipado con un lanzallamas y el soldado Nellie (interpretados por Noah Emmerich, Mark Ruffalo, Brian Van Holt y Martin Henderson respectivamente).
Los marines llegan a Saipán bajo un fuerte fuego enemigo. Yahzee y Whitehorse reciben su prueba de fuego en combate. En la batalla, Yahzee nunca abre fuego contra los japoneses.
Cuando la cabeza de playa está asegurada los marines comienzan a avanzar hacia el interior de Saipán. Su convoy comienza a ser bombardeado por artillería, lo que les hace tener que ponerse a cubierto. Pronto se dan cuenta de que la artillería que los está bombardeando es la suya, que intenta eliminar las posiciones japonesas al otro lado de la carretera. La radio de Yahzee está destrozada debido a un disparo, de manera que el grupo no tiene manera de informar a su artillería para que modifique el ángulo de tiro. Entonces, el comandante ordena atacar las posiciones japonesas para evitar a su propia artillería. En el avance, el soldado Nellie muere al intentar ayudar a un soldado, que por el bombardeo perdió una pierna. Para contactar con su artillería, Yahzee decide ponerse un uniforme japonés, ya que sus rasgos se confunden con un japonés y Enders se hace pasar por prisionero. Todo para llegar a las líneas japonesas y poder utilizar una radio. Una vez llegan, se hacen con el control de la radio, y después de dudar, Yahzee mata al operador de radio japonés y se pone en contacto con la artillería estadounidense. Estos ajustan su fuego y consiguen bombardear las posiciones enemigas. Allí Yahzee hace su primera matanza. Después de la batalla, a Enders le conceden la Estrella de Plata por salvar las vidas de sus compañeros. Pero después se la entrega al soldado Pappas para que se la envíe a la mujer del soldado Nellie (el soldado Nellie le pidió a Pappas que, si moría le diera su anillo de compromiso a su esposa, a lo que el soldado Pappas contestó que lo guarde, ya que seguramente saldría de Saipán).
El grupo llega a un pueblo japonés donde los marines acampan y Yahzee es llamado al cuartel general. Más tarde el pueblo es atacado por fuerzas japonesas. El soldado Harrigan muere cuando disparan al depósito de gasolina de su lanzallamas (tratando de salvar a una niña) y Enders le dispara en la cabeza para que no muera sufriendo. Ox Anderson es decapitado cuando está defendiendo a Whitehorse, que es capturado por los japoneses. Cuando Enders consigue llegar ve cómo se llevan a Whitehorse. Coge una granada, la activa y mirando a los ojos de Whitehorse (que finalmente se dio cuenta de las órdenes de los marines), le asiente para que la lance e impida que los japoneses se hagan con el código, matando al navajo y a los japoneses.
Después del ataque japonés, Yahzee regresa del Cuartel General y pregunta a Enders dónde está Whitehorse. Éste le dice que le ha matado con una granada. Yahzee, que no conoce la verdadera misión de Enders, le ataca y está a punto de dispararle a petición de este último antes de que sus compañeros le detengan.
Cuando se acerca el final de la batalla, el escuadrón es enviado a comprobar una posición previamente bombardeada. Cuando se dirigen hacia allí, el grupo se mete en un campo de minas y son atacados por los japoneses. Logran escapar y entonces descubren que la artillería japonesa está intacta, justo cuando ésta abre fuego sobre la columna estadounidense que avanzaba por campo abierto. Cuando la escuadra avanza, el Sargento de Artillería Gunnery (Peter Stormare), muere bajo fuego enemigo y el mando del grupo pasa a Enders. En contraste a la primera escena de Yahzee en combate, éste carga con ira contra el enemigo matando a muchos soldados japoneses. En el fragor, pierde la radio con la que necesitan llamar para solicitar apoyo aéreo y eliminar a la artillería japonesa. Cuando intentan recuperar la radio, tanto Enders como Yahzee caen heridos. Cuando están rodeados, Yahzee intenta que Enders le dispare para proteger el código, pero Enders se niega y carga con Yahzee a un lugar seguro. El navajo consigue contactar con el apoyo aéreo, que destruyen los cañones japoneses, salvando a la columna estadounidense, pero luego en la euforia por haberlo logrado, Yahzee ve a Enders en el suelo malherido y trata inútilmente de salvarlo. En sus últimas palabras, Enders le dice a Yahzee que él sabe en el fondo que no quería matar a Whitehorse.
La película finaliza cuando Yahzee regresa a Estados Unidos con su mujer y su hijo en lo alto de una montaña de Arizona, ahí realiza un ritual navajo para homenajear la memoria y el espíritu de Joe Enders.

## Críticas
La película costó cerca de 100 millones de dólares. El estreno de la película se retrasó en varias ocasiones. Las críticas se centraron básicamente en que la mayoría de la película está basada y concentrada en el personaje de Nicolás Cage, cuando el título de la película deriva de los operadores navajos, que reciben escasa atención durante el metraje. 
Realmente, la batalla de Saipán fue bastante desequilibrada, más de lo que se representa en las películas. Estados Unidos controló el cielo de Saipán, permitiendo que aterrizaran más de 127.000 soldados, contra los 31.000 mal equipados japoneses que estaban en la isla, muchos de ellos ya heridos de enfrentamientos previos.
También, Garapan está representada como una comunidad rural cuando en realidad era una ciudad más bien desarrollada. Actualmente, Garapan es la ciudad más grande la isla y el centro de la industria turística.

## Actores y doblaje
| Actor Original   | Personaje                | Doblaje Castellano ibérico | Doblaje Mexicano       |
| ---------------- | ------------------------ | -------------------------- | ---------------------- |
| Nicolas Cage     | Sgt. Joe Enders          | Jordi Brau                 | Salvador Delgado       |
| Adam Beach       | Sold. Ben Yahzee         | Jordi Pons                 | Sergio Zaldivar        |
| Peter Stormare   | Sgt. Gunnery             | Luis Marco                 | Roberto Mendiola       |
| Noah Emmerich    | Sold. Chick              | Gonzalo Abril              | Juan Alfonso Carralero |
| Mark Ruffalo     | Sold. Pappas             | Alberto Mieza              | Rafael Rivera          |
| Brian Van Holt   | Sold. Harrigan           | Sergio Zamora              |                        |
| Martin Henderson | Sold. Nellie             | Roger Pera                 |                        |
| Roger Willie     | Sold. Charlie WhiteHorse | Rafael Calvo               | Bardo Miranda          |
| Christian Slater | Sgt. Pete "Ox" Anderson  | Juan Antonio Bernal        | Jesús Barrero          |
| Frances O'Connor | Rita                     | Alicia Laorden             | Mónica Manjarrez       |
| Jason Isaacs     | May. Mellitz             | Salvador Vives             |                        |